# Kastriot Islami
Kastriot Islami, né le 18 août 1952 à Tirana, en Albanie, est un homme politique albanais. Le 3 avril 1992, quand le dernier président communiste, Ramiz Alia, démissionna, Islami fut président par intérim pendant 3 jours.
Islami a tenu les postes de :
- Membre de l'Assemblée d'Albanie (1991 - présent)
- Ministre de l'Éducation (1991)
- Président de l'Assemblée du Peuple (avril 1991 - avril 1992)
- Ministre d'État (1997-1998)
- Vice Premier ministre (avril 1998 - octobre 1998)
- Ministre des Finances (février 2002-décembre 2003)
- Ministre des Affaires étrangères (12 décembre 2003 - 11 septembre 2005)

Il a également participé au tournoi de Wimbledon en 1983, défait au premier tour par Malek Al Wahad 6-2 6-4 6-0